# Общество кинокритиков Хьюстона
Общество кинокритиков Хьюстона (англ. The Houston Film Critics Society) — некоммерческая организация, состоящая из 37 кинокритиков, чьим профессиональным интересом является обзор текущего кинопроцесса и написание рецензий. Общество было основано в 2007 году и базируется в Хьюстоне, штат Техас, США. Ежегодно обществом вручаются награды за выдающиеся достижения в области кинематографа на церемонии, проводимой в Музее изящных искусств Хьюстона.

## Обзор
Совет директоров и должностные лица организации по состоянию на март 2023 года:
- Трэвис Лимонс — президент[6]
- Джозеф Фрайар — вице-президент
- Шон Макбрайд — секретарь
- Дуг Харрис — казначей

## Категории
- Лучший фильм
- Лучший режиссёр
- Лучшая мужская роль
- Лучшая женская роль
- Лучшая мужская роль второго плана
- Лучшая женская роль второго плана
- Лучший сценарий
- Лучшая фотография
- Лучшая оригинальная песня
- Лучшая оценка фильма
- Лучший фильм на иностранном языке
- Лучший анимационный фильм
- Лучший документальный фильм
- Лучший техасский независимый фильм
- Худший фильм
- Лучшее художественное достижение
- Лучшее техническое достижение
- Гуманитарная премия
- Премия за жизненые достижения